# Saint-Martin-le-Gaillard
Saint-Martin-le-Gaillard é uma comuna francesa na região administrativa da Normandia, no departamento de Sena Marítimo. Estende-se por uma área de 17,44 km². Em 2010 a comuna tinha 298 habitantes (densidade: 17,1 hab./km²).